# قرية الهايي
قرية الهايي (بالفارسية: الهایی) هي قرية وتقع في إيران في قسم الهايي الريفي. يقدر عدد سكانها بـ 3,741 نسمة .